# Copa Africana de Clubes Campeones 1970
La Copa Africana de Clubes Campeones de 1970 fue la 6.ª edición del torneo anual de fútbol a nivel de clubes organizado por la CAF.
Participaron 23 equipos utilizando un sistema de knock-out con partidos de ida y vuelta.
El Asante Kotoko de Ghana ganó la final, ganando el título por primera ocasión.

## Primera Ronda
| Equipo 1          | Agr. | Equipo 2           | Ida | Vuelta |
| ----------------- | ---- | ------------------ | --- | ------ |
| Real Bamako       | 5-2  | Fonctionnaires     | 3-0 | 2-2    |
| Aigle Royal       | 5-51 | CARA Brazzaville   | 0-3 | 5-2    |
| CR Belcourt       | 5-52 | Jeanne d'Arc       | 5-3 | 0-2    |
| Lavori Publici    | 3-4  | Prisons FC Kampala | 2-1 | 2-4    |
| Secteur 6         | 2-3  | Union Douala       | 0-2 | 2-1    |
| Stationery Stores | 6-3  | Forces Armées      | 3-1 | 3-2    |
| Young Africans    | 6-4  | Fonctionnaires     | 4-0 | 2-4    |

1 CARA Brazzaville ganó el criterio de desempate. 

2 CR Belcourt abandonó después del primer partido.

## Segunda Ronda
| Equipo 1           | Agr. | Equipo 2         | Ida | Vuelta |
| ------------------ | ---- | ---------------- | --- | ------ |
| Real Bamako        | 4-9  | Stade d'Abidjan  | 2-3 | 2-6    |
| Englebert          | 5-2  | CARA Brazzaville | 3-0 | 2-2    |
| Kaloum Star        | 4-3  | Jeanne d'Arc     | 3-1 | 1-2    |
| Al-Ismaily         | 1-0  | Al-Hilal         | 1-0 | 0-0    |
| Nakuru All Stars   | 2-3  | Young Africans   | 1-0 | 1-3    |
| Prisons FC Kampala | 4-41 | Tele SC Asmara   | 3-2 | 1-2    |
| Union Douala       | 1-11 | Modèle Lomé      | 0-0 | 1-1    |
| Stationery Stores  | 3-3  | Asante Kotoko    | 3-2 | 0-12   |

1 el Prisons FC y el Modèle Lomé ganaron el desempate. 

2 el partido fue abandonado cuando el Asante Kotoko ganaba 1-0 después de una invasión al terreno de juego; Asante Kotoko clasificó.

## Cuartos de final
| Equipo 1        | Agr. | Equipo 2           | Ida | Vuelta |
| --------------- | ---- | ------------------ | --- | ------ |
| Stade d'Abidjan | 4-5  | Kaloum Star        | 1-1 | 3-4    |
| Modèle Lomé     | 1-3  | Englebert          | 0-0 | 1-3    |
| Al-Ismaily      | 6-2  | Prisons FC Kampala | 4-1 | 2-1    |
| Young Africans  | 1-3  | Asante Kotoko      | 1-1 | 0-2    |

## Semifinales
| Equipo 1    | Agr. | Equipo 2      | Ida | Vuelta |
| ----------- | ---- | ------------- | --- | ------ |
| Kaloum Star | 2-5  | Englebert     | 1-2 | 1-3    |
| Al-Ismaily  | 0-2  | Asante Kotoko | 0-0 | 0-2    |

## Final
| Equipo 1      | Agr. | Equipo 2  | Ida | Vuelta |
| ------------- | ---- | --------- | --- | ------ |
| Asante Kotoko | 3-2  | Englebert | 1-1 | 2-1    |

Campeón

Asante Kotoko
1º título